# 学术的进展

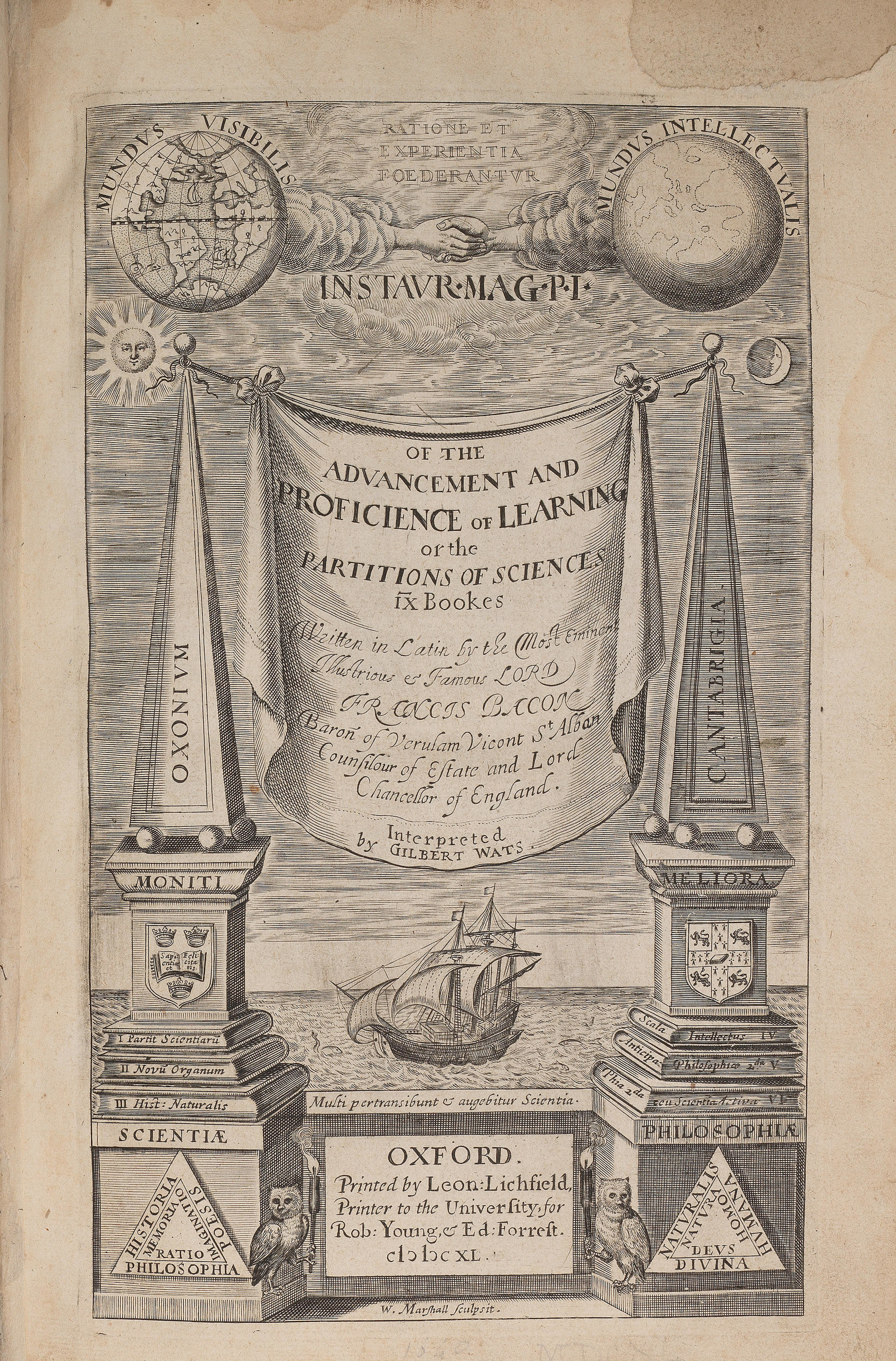
封面頁

學術的進展（英語：The Advancement of Learning，完整書名為 論神聖與世俗學術的精通與進展，Of the Proficience and Advancement of Learning, Divine and Human）是 法蘭西斯·培根於1605年的著作。
本書的分类架構啟發了後來極富影響力的，由讓‧勒朗‧達朗貝爾與德尼‧狄德羅所編輯的《百科全书，或科学、艺术和工艺详解词典》。
以下由《學術的進展》擷取的文字，被作為暢銷劍橋大學教科書的前言：
網球本身是沒有實用的遊戲，但是對於視力的敏銳則大有幫助，也有助於身體能做出各種姿勢。這些附屬的作用，比起一開始企圖達到的目標而言，並不會顯得不重要。

## 注
1. ↑  William Ludlam (1785), The Rudiments of Mathematics, Cambridge.